# No Surrender (2024)
Pour les articles homonymes, voir No Surrender.
L'édition 2024 de No Surrender est un Pay-per-view de catch (lutte professionnelle) produit par la promotion américaine Total Nonstop Action Wrestling. L'événement a eu lieu le 23 février 2024 au Alario Center à Westwego (Louisiane). Il s'agit de la 16e édition de No Surrender.

## Contexte
Les spectacles de la Total Nonstop Action Wrestling sont constitués de matchs aux résultats prédéterminés par les scénaristes de la compagnie. Ces rencontres sont justifiées par des storylines – une rivalité entre catcheurs, la plupart du temps – ou par des qualifications survenues dans les shows. Tous les catcheurs possèdent un gimmick, c'est-à-dire qu'ils incarnent un personnage gentil (Face) ou méchant (Heel), qui évolue au fil des rencontres. Un événement comme No Surrender est donc un événement tournant pour les différentes storylines en cours.

## Tableau des matchs
| Ordre par numéros | Résultat | Stipulation(s)                                                                         | Temps |
| --- | --- | -------------------------------------------------------------------------------------- | ----- |
| 1P | The Rascalz (Trey Miguel et Zachary Wentz) bat Speedball Mountain (Mike Bailey et Trent Seven)                | Tag Team match                                                                         | 8:12  |
| 2P | The System (Brian Myers et Eddie Edwards) (avec Alisha Edwards) bat KUSHIDA et Kevin Knight                   | Tag Team match                                                                         | 8:47  |
| 3 | Eric Young bat Frankie Kazarian                                                                               | Match simple Le gagnant deviendra aspirant no 1 au TNA World Championship à Sacrifice. | 9:23  |
| 4 | ABC (Ace Austin et Chris Bey) (c) bat Grizzled Young Vets (James Drake et Zack Gibson)                        | Best of 3 Series match pour les TNA World Tag Team Championship                        | 17:48 |
| 5 | PCO bat KON par disqualification                                                                              | Match simple                                                                           | 3:49  |
| 6 | MK Ultra (Killer Kelly et Masha Slamovich) bat DECAY (Havok et Rosemary) (c)                                  | Tag Team match pour les TNA Knockout Tag Team Championship                             | 7:27  |
| 7 | Josh Alexander bat Simon Gotch                                                                                | Match simple                                                                           | 16:43 |
| 8 | Moose (c) (avec Alisha Edwards, Eddie Edwards et Brian Myers) bat Alex Shelley (avec Kevin Knight et KUSHIDA) | No Surrender Rules match pour le TNA World Championship                                | 20:07 |
| 9 | Jordynne Grace (c) bat Gisele Shaw                                                                            | Match simple pour le TNA Women's Knockout Championship                                 | 10:38 |
| 10 | Mustafa Ali bat Chris Sabin (c)                                                                               | Match simple pour le TNA X Division Championship                                       | 19:37 |
| La lettre C placée entre parenthèses désigne la personne ou l’équipe championne en titre. P – indique que le match a eu lieu lors du pré-show | |                                                                                        |       |